# قرة غول (فاروج)
قرة غول (بالفارسية: قره‌گل) هي مستوطنة تقع في قسم فاروج الريفي في إيران. يقدر عدد سكانها بـ 159 نسمة بحسب إحصاء 2016.